# Ефрос Олексій Львович
Олексій Львович Ефрос (нар. 11 серпня 1938, Ленінград) — радянський і американський фізик, доктор фізико-математичних наук, основна галузь наукової сфери фізики конденсованих середовищ.
У 1961 році закінчив Ленінградський політехнічний інститут, у 1962 захистив кандидатську дисертацію за темою «Квантова теорія провідності в сильних магнітних полях». Докторська дисертація — «Теорія сильно легованих напівпровідників» (1972).
Син — Олексій (1975, фахівець по комп'ютерному зору в Каліфорнійському університеті в Берклі) і Данило (1983). 
Молодший брат — Олександр Львович Ефрос (нар 1950) також працює в галузі фізики конденсованих середовищ, одна з найбільш цитованих робіт написана братами спільно.

## Вибрана бібліографія
- Шкловский Б. И., Эфрос А. Л. Электронные свойства легированных полупрополупроводников. — М. : Наука, Главная редакция физико-математической литературы, 1979. — 416 с. — (Физика полупроводников н полупроводниковых приборов) — 4500 прим.
- Эфрос А. Л.  — М. : Наука, 1982. — 176 с. — (Библиотечка «Квант») — 150000 прим. Архівовано з джерела 15 листопада 2021
- Эфрос Ал. Л. Межзонное поглощение света в полупроводниковом шаре / Эфрос Ал. Л., Эфрос А. Л. // Физика и техника полупроводников. 1982. -Т. 16, № 7.-С. 1209—1214.